# Bonarda piemontese
La bonarda piemontese est un cépage italien de raisins noir.

## Origine et répartition géographique
Il  provient du nord de l'Italie. Le cépage est connu depuis le IXe siècle. 
Elle est classée cépage d'appoint en DOC Albugnano, Bramaterra, Canavese, Colli Tortonesi, Coste della Sesia, Lessona, Piemonte et Pinerolese.
Elle est classée recommandé en province d'Alexandrie, province d'Asti, province de Coni, province de Novare, province de Turin et province de Verceil dans la région Piémont ; en province de Milan et province de Pavie dans la région Lombardie ; en province de Parme et province de Plaisance dans la région Émilie-Romagne. En 1998, elle couvrait en Italie 1 940 ha. La surface couvert mondialement par la bonarda piemontese serait de 14 500 ha.
Le cépage qu'on appelle bonarda en  Argentine, au Brésil, en Uruguay et en Californie et en fait le corbeau, cépage utilisé en Savoie. (Voir cette fiche : bonarda).

## Caractères ampélographiques
- Extrémité du jeune rameau cotonneux blanc à pointe rosée.
- Jeunes feuilles duveteuses, jaunâtres.
- Feuilles adultes, 3 à 5 lobes avec des sinus latéraux larges, un sinus pétiolaire en lyre, des dents anguleuses, moyennes et en deux séries, un limbe duveteux et moyennement pubescent.

## Aptitudes culturales
La maturité est de deuxième époque tardive: 20 jours après le chasselas. 

## Potentiel technologique
Les grappes sont moyennes à grandes et les baies sont de taille moyenne. La grappe est tronconique. Le cépage est de bonne vigueur et d'une fertilité bonne et régulière. Elle est sensible aux mildiou mais en revanche peu sensible à l'oïdium.
Elle donne des vins rouges de couleur vive, moyennement alcoolique et assez délicat.

## Synonymes
La bonarda piemontese est connue sous les noms de : bonarda, bonarda à grandes grappes, bonarda dell' Astigiano, bonarda del Monferrato, bonarda di Chieri, bonarda du Piémont, bonarda nera, croatina (par erreur, voir croatina), neretto duro.